# Conothele arboricola
Conothele arboricola är en spindelart som beskrevs av Pocock 1899. Conothele arboricola ingår i släktet Conothele och familjen Ctenizidae. Inga underarter finns listade i Catalogue of Life.